# Cortex postrhinal
 (novembre 2017).
Si vous disposez d'ouvrages ou d'articles de référence ou si vous connaissez des sites web de qualité traitant du thème abordé ici, merci de compléter l'article en donnant les références utiles à sa vérifiabilité et en les liant à la section « Notes et références ».
Le cortex postrhinal est une zone du cerveau qui borde par le dessus le cortex entorhinal. C'est la région corticale qui est adjacente dorsalement et caudalement à la partie postérieure du sillon rhinal.
Le cortex postrhinal est impliqué dans la mémoire et la navigation spatiale.